# Thành phố Oklahoma
Thành phố Oklahoma là thủ phủ và là thành phố lớn nhất của tiểu bang Oklahoma. Quận lỵ của quận Oklahoma, đây là thành phố xếp thứ 31 trong danh sách các thành phố lớn nhất của Mỹ về dân số. Dân số ước tính của thành phố năm 2008 là 551.789 người,  dân số vùng đô thị Oklahoma là 1.206.142 người, khu vực thống kê kết hợp của vùng đô thị Oklahoma là 1.275.758 người. Thành phố này đứng thứ 8 trong danh sách các thành phố lớn nhất của Mỹ về diện tích. Đây là thành phố lớn nhất về dân số ở các bang đồng bằng cũng như ở Trung Nam Hoa Kỳ ngoài Texas.
Thành phố Oklahoma là một thị trường thú nuôi quan trọng của Hoa Kỳ và là một trong những thị trường thú nuôi lớn nhất thế giới. Dầu, khí tự nhiên là các sản phẩm chính của nền kinh tế thành phố. Một vài công ty năng lượng lớn có trụ sở tại Oklahoma City. Đây là thành phố có những ngành công nghiệp đa dạng, bao gồm cả công nghiệp nặng và công nghiệp nhẹ.